# 第二次英缅战争
第二次英緬戰爭（1852年4月5日－1852年12月20日）是19世纪英国与缅甸的三次交战中的第二次，其结果是缅甸逐渐丧失主权和独立性。

## 背景
1852年，达尔豪西侯爵派乔治·兰伯特准将到缅甸处理一些关于《杨达波条约》的小问题。缅甸立即作出一系列让步，包括将一名英方用来制造战争借口的地方长官撤职。而正如达尔豪西在私人信件中描述的那样，兰伯特是一名“易冲动的准将”，他封锁了仰光港，并夺取了蒲甘王的皇家船只，这种极富争议的情况最终导致两国海军的冲突，成了第二次英緬戰爭的导火索。战后，英国吞并了勃固，并将其命名为下缅甸。
议会歪曲了争议的性质，并在不久之后参与对“向公众发布事实”的管制，但大多数的事实建立在对一些互相冲突的描述进行比较阅读之上。这些描述出自一本作者不详的小册子，名为《战争是如何在印度爆发的》。由理查德·科布登所保留的这份报告在当时几乎是唯一可以证明究竟是谁作出的入侵和吞并缅甸的决定。
理查德·科布登严厉抨击了达尔豪西调派海军准将谈判（炮舰外交），以及将最初赔偿要求上的金额（1000英镑）提高100倍（10万英镑）的行径。他还批评了达尔豪西选择了兰伯特，而不是在缅甸社会和外交事务方面经验更为丰富的英国驻丹那沙林专员，阿奇博尔德·博格尔上校。达尔豪西否认兰伯特是事因。

## 战争
1852年4月5日，随着东印度公司占领马达班港，第二次英缅战争开始。激战后，仰光和仰光大金寺分别于12日和14日被英军占领，缅军北撤。 在瑞摩屠宝塔附近的数次激战后，英军于5月19日攻克勃生，6月3日占领勃固。在雨季期间，东印度公司的董事会以及英国政府批准吞并包括卑谬在内的伊洛瓦底江流域的下部。在战斗结束后，英军将诸多佛塔内的黄金、白银和珍贵的佛像洗劫一空。
达尔豪西侯爵于七月和八月间访问了仰光，并与民事、军事和海军当局讨论了当前的整体情况。他认为，在军事和经济的双重制约下，英国此时不可能吞并缅甸全境，那么兵发首都以迫使缅方签订和约就不应该是战争进行的方向。其结果是：10月9日，戈德温少将占领了卑谬，而在迪贝因领主（第一次英缅战争中阵亡的班都拉将军之子）指挥下的缅军只做了轻微抵抗便撤退。12月初，达尔豪西知会蒲甘王，勃固省今后将成为英国领地的一部分。

## 后果
兼并公告于1853年1月20日宣布，第二次英缅战争在没签署任何条约的情况下结束了。战争还导致了当时还叫阿瓦宫廷的阿马拉布拉城发生了一场革命，蒲甘王被他的同父异母的弟弟敏东推翻。敏东立即求和，但他派去谈判的两个意大利神父发现，在阿兰谬北部50英里远的英军先斩后奏，已将茂密的Ningyan（位于今奈比多）柚木森林划为英方领地。条约从未签订，但两国之间的贸易已经恢复，直到在1885年到1886年间新的战争爆发。